# Lennoxville
Lennoxville ist ein Arrondissement beziehungsweise  ein Borough von Sherbrooke, Québec, Kanada. Es befindet sich an der Mündung des Rivière Massawippi in den Rivière Saint-François und ist etwa 5 Kilometer südlich  von der Innenstadt von Sherbrooke entfernt.
Vor dem 1. Januar 2002 war eine eigenständige Stadt. Am 1. Januar wurde Lennoxville mit einer Reihe weiterer kleinerer Städte zu Sherbrooke hinzugefügt. Ein Referendum am 20. Juni 2004, dass sich gegen die Verflechtung richtete, erreichte nicht die erforderliche Mehrheit.

## Geschichte
Obwohl die Familie Mallory bereits 1804 begann, einen Platz innerhalb der Stadtgrenzen zu bebauen, wurde Lennoxville erstmals 1819 besiedelt. Der Name leitete sich von Charles Lennox, 4. Duke of Richmond ab, der zu dieser Zeit Generalgouverneur von Kanada war. Jefferson Davis, Präsident der Konföderierten Staaten von Amerika während des Sezessionskrieges lebte eine kurze Zeit in Lennoxville, nachdem er wegen Verrates festgenommen und 1867 aus der haft entlassen wurde.
Eines der wenigen kanadischen Denkmäler an den Vietnamkrieg befindet sich in Lennoxville. Es erinnert an Daniel Bolduc, einen Einwohner der Stadt, der während des Kriegs in der United States Army diente und 1969 in Vietnam fiel.

## Verwaltung
Bürgermeister ist David W. Price. Das Borough hat einen Sitz im Stadtrat von Sherbrooke und zwei Sitze im Gemeinderat.

## Sprache
Historisch betrachtet entstand Lennoxville als englische Sprachgemeinschaft mit einem wachsenden Anteil einer französisch sprechenden Minderheit. Heute sind die Sprachen fast gleichmäßig verteilt. Der französische Teil macht etwa 45,3 % aus, während Englisch von 49,9 % der Einwohner gesprochen wird. Damit ist Lennoxville der Stadtteil von Sherbrooke mit der größten Anzahl englischsprachiger Einwohner. 

## Bildung
Eine ganze Reihe kanadischer Bildungseinrichtungen befinden sich in Lennoxvolle, dazu gehören die Bishop’s University, beiden Colleges Champlain Regional College und Bishop’s College School, sowie die Alexander Galt Regional High School. Während des Studienbetriebs wächst daher die Anzahl an Einwohnern in der Stadt signifikant an. Bishop’s College School hat die älteste  überdachte Eishockey-Arena Kanadas.

## Verkehrswege
Die beiden Highways Quebec Route 143 und 108 verbinden Lennoxville mit den umliegenden Gemeinden. Über die Autoroute 10 und Autoroute 55 sind Montreal, Québec und die Vereinigten Staaten zu erreichen. Die Autoroute 410 soll erweitert werden. Sie führt derzeit von der Université de Sherbrooke bis zur Route 108 östlich der Bishop’s University. Die Verlängerung soll den Transportverkehr an der Innenstadt vorbei leiten.

## Persönlichkeiten
- Archibald C. Hart (1873–1935), US-amerikanischer Politiker